# Manticora (Gattung)

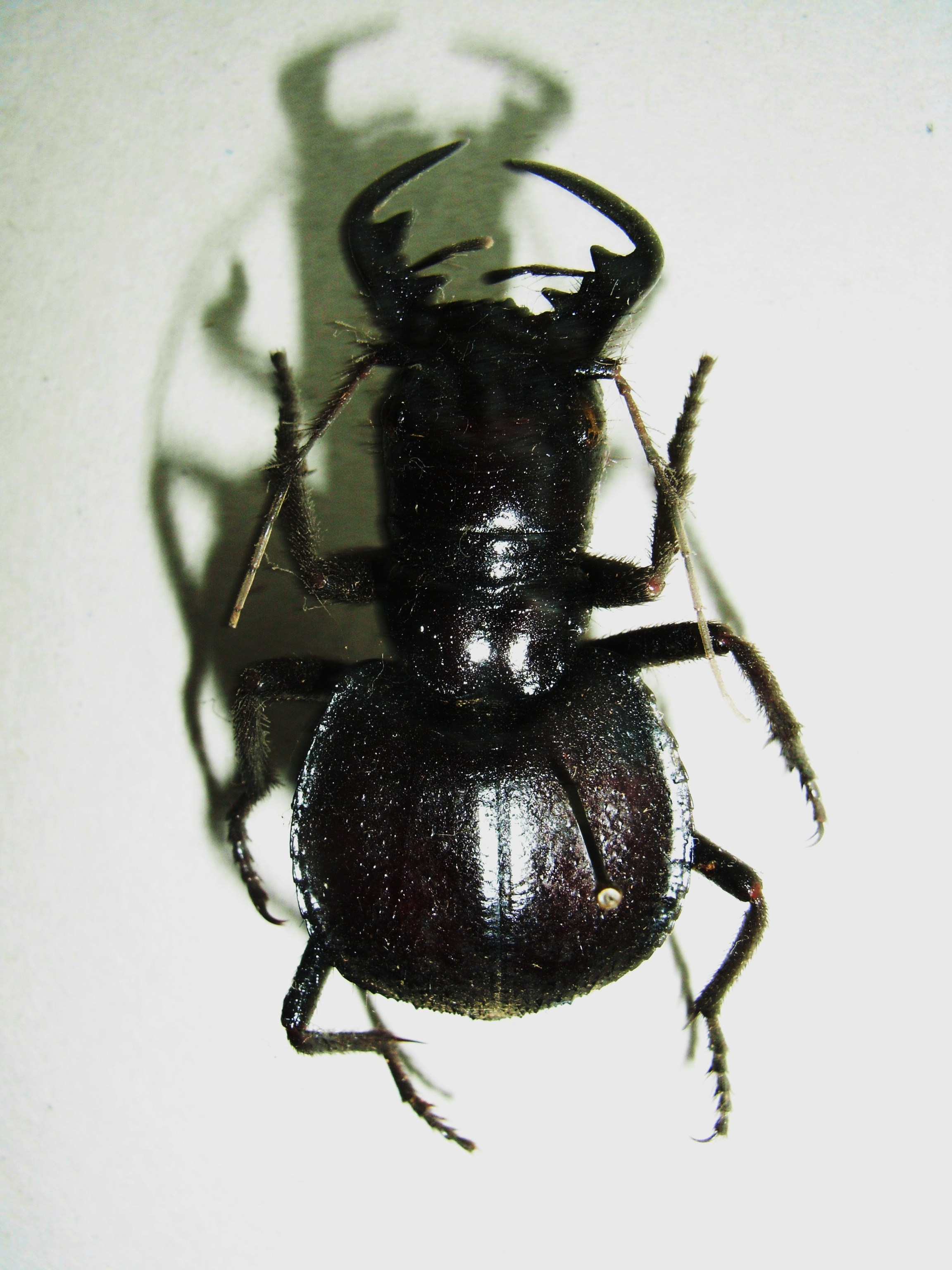
Präparat einer Manticora-Art aus Mosambik

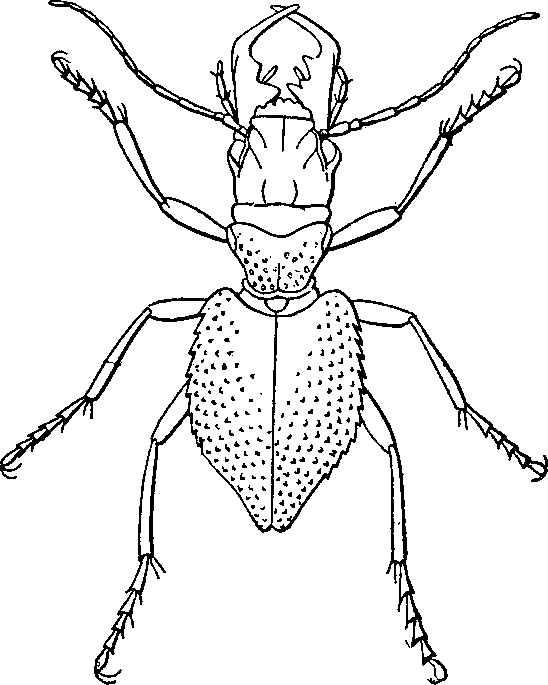
Manticora tuberculata

Manticora (anders auch Mantichora, nach einer abgewandelten Schreibung von 1837) ist eine Gattung der Sandlaufkäfer und in Afrika heimisch. Käfer ihrer Arten gehören zu den größten der Unterfamilie. Alle Arten sind dunkel gefärbt, nachtaktiv und flugunfähig. Die Männchen tragen üblicherweise im Vergleich zu den Weibchen übergroße Mandibeln, die im Paarungsakt zum Festklammern genutzt werden.

## Taxonomie
Diese Gattung gehörte zu den ersten 1781 von Johan Christian Fabricius beschriebenen, einem Schüler Carl von Linnés. Der Name Manticora bezieht sich auf den legendären menschenfressenden Mantikor. Die erste beschriebene Art der Manticora war M. tuberculata, zuerst von Carl de Geer 1778 in den Linnéischen Genus der Echten Laufkäfer (Carabus) geordnet, zu dem sie nach heutiger Sicht nur entfernt verwandt ist. Fabricius bezeichnete dieselbe Spezies mit dem jüngeren Synonym Manticora maximillosa und erklärte sie zur Typusart.
Seitdem wurden mehrere weitere Arten, Unterarten und Varianten beschrieben, wobei die Eingrenzung der Taxa umstritten ist. Zählungen reichen von fünf Arten bis hin zu dreizehn, wobei die letztere Zählung hinsichtlich ihrer Objektivität infrage gestellt wird.

## Arten
Manticora enthält (nach der wohlwollendsten Zählung, s. o.) die folgenden Arten:
- Manticora congoensis Peringuey, 1888
- Manticora gruti Bouchard, 1892
- Manticora holubi Mareš, 2002
- Manticora imperator Mareš, 1976
- Manticora latipennis Waterhouse, 1837
- Manticora livingstoni Laporte de Castelnau, 1863
- Manticora mygaloides Thomson, 1859
- Manticora scabra Klug, 1849
- Manticora sicheli Thomson, 1859
- Manticora skrabali Mareš, 2000
- Manticora tibialis Boheman, 1848
- Manticora tuberculata Geer, 1778
- Manticora tyrannus Mareš, 2019
- Manticora werneri Mareš, 2000

## Etymologie
In der afrikanischen Überlieferung werden Manticoren als Dämonen für allerlei Unheil verantwortlich gemacht. Manche Stämme sehen in ihnen den Tod personifiziert, auch aufgrund der Form der Mandibeln, die einer Sense ähneln (Mareš, Lapáček, 1980).
In Jules Vernes Roman „Ein Kapitän von fünfzehn Jahren“ führt ein Manticora Cousin Bénédict aus der Gefangenschaft. Dass der (eigentlich flugunfähige) Käfer dem Gefangenen jedoch in die Luft entkommt, mag man für einen (gelehrten?) Witz Vernes halten (Neff, 1978).